# Stenotarsus erotyloides
Stenotarsus erotyloides es una especie de coleóptero de la familia Endomychidae.

## Distribución geográfica
Habita en Brasil.